# Šarce
Šarce (en serbe cyrillique : Шарце) est un village de Serbie situé dans la municipalité de Lebane, district de Jablanica. Au recensement de 2011, il comptait 73 habitants.

## Démographie
| 1948 | 1953 | 1961 | 1971 | 1981 | 1991 | 2002 | 2011 |
| ---- | ---- | ---- | ---- | ---- | ---- | ---- | ---- |
| 271  | 307  | 305  | 262  | 232  | 137  | 88   | 73   |

|  |